# Biblioteca Estatal y Universitaria de Sajonia de Dresde
La Biblioteca Estatal y Universitaria de Sajonia de Dresde (nombre completo en alemán: Sächsische Landesbibliothek - Staats- und Universitätsbibliothek Dresden), abreviado SLUB Dresden, se encuentra en Dresde, Alemania. Es tanto la biblioteca regional (en alemán: Landesbibliothek) del Estado alemán de Sajonia como la biblioteca académica de la Universidad Tecnológica de Dresde (en alemán: Technische Universität Dresden). Se creó en 1996 mediante la fusión de la Biblioteca Estatal de Sajonia (SLB) y la Biblioteca Universitaria de Dresde (UB). El nombre, aparentemente redundante, es para mostrar que la biblioteca reúne estas dos tradiciones institucionales.
La SLUB se trasladó a un gran edificio nuevo en 2002 para reunir los inventarios de sus dos predecesores. Sus fondos ascienden a casi nueve millones, lo que lo convierte en uno de los mayores centros públicos de archivos de la República Federal de Alemania. Alberga importantes tesoros, como el Códice de Dresde, un Corán octogonal de 1184 y una copia de la Biblia de Peter Schoeffer impresa en 1462. Dentro de la SLUB se encuentra la Deutsche Fotothek, que contiene unos 4 millones de fotografías de los últimos 80 años, y el Instituto Estenográfico Alemán.

## Colecciones

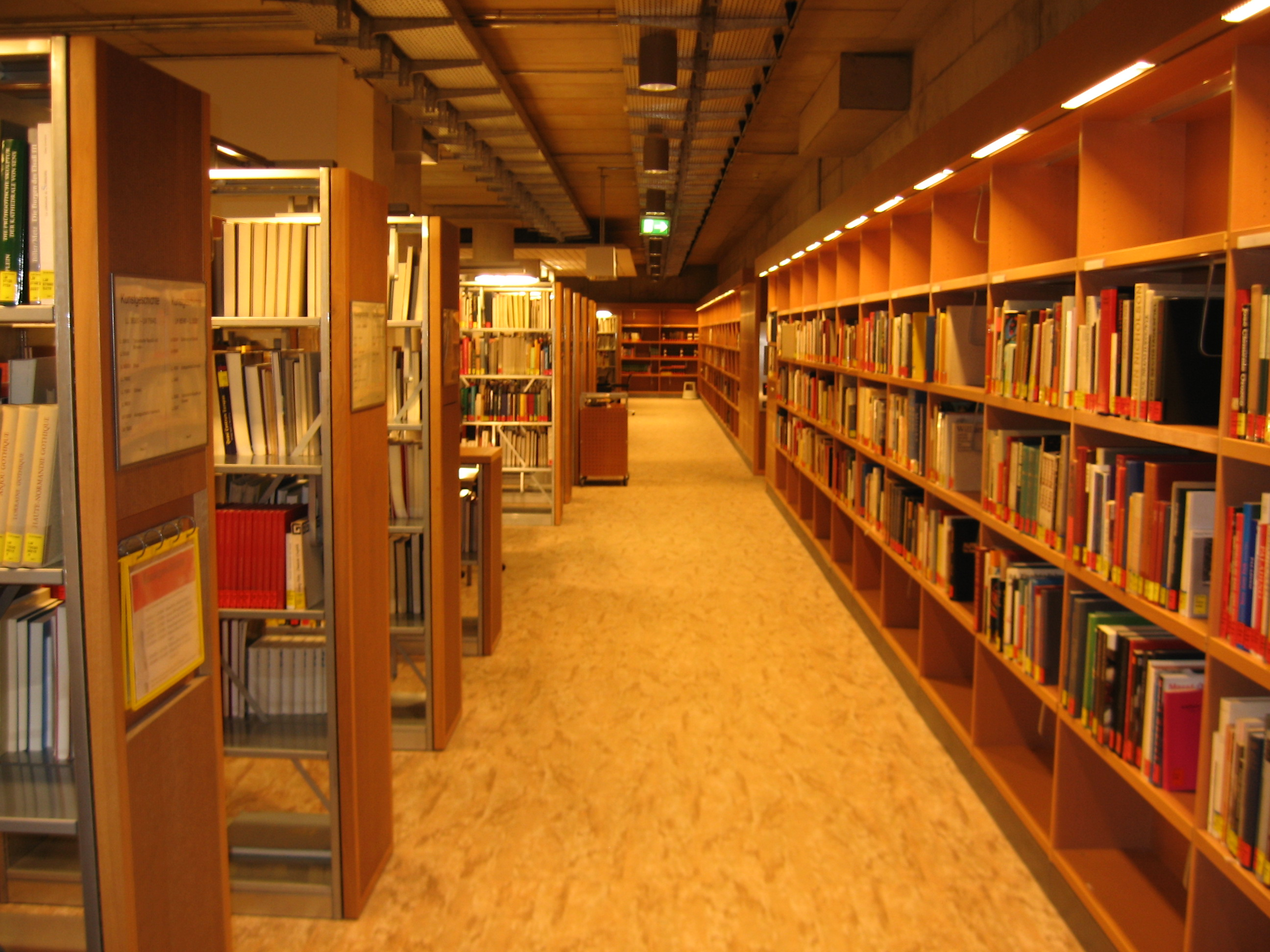
Estantes de las existencias de acceso abierto

La biblioteca administra 5.388.595 fondos (volúmenes). Es una biblioteca de colección de interés especial de la Deutsche Forschungsgemeinschaft (Fundación Alemana de Investigación, DFG) centrada en "Arte contemporáneo después de 1945"  e "Historia de la tecnología".  Ambas colecciones incluyen también temas como la fotografía comercial, la fotografía documental, el arte fotográfico y la fotografía de la técnica.
El primer índice conservado de las colecciones de la biblioteca estatal data del año 1574 y también se puede consultar en Internet. Otros servicios en Internet incluyen, por ejemplo, el Kartenforum con mapas históricos de Sajonia y la Fotothek, que proporciona documentos pictóricos para la investigación.

### Fototeca alemana
La Deutsche Fotothek se basa en las tradiciones de Dresde en cuanto a técnicas fotográficas y fabricación de cámaras, así como en el arte fotográfico. La Landesbildstelle se estableció originalmente en Chemnitz, pero poco después, en 1925, se trasladó a Dresde. Desde 1956, el inventario se denomina Fotothek. Desde 1983 pertenece a la Sächsische Landesbibliothek como sección independiente. Con 2,3 millones de documentos fotográficos,[cita requerida] la Fotothek tiene una parte muy grande de los fondos totales. Las imágenes más antiguas, de alrededor de 1850, se remontan al fotógrafo Hermann Krone.

### Manuscritos e Impresiones Raras

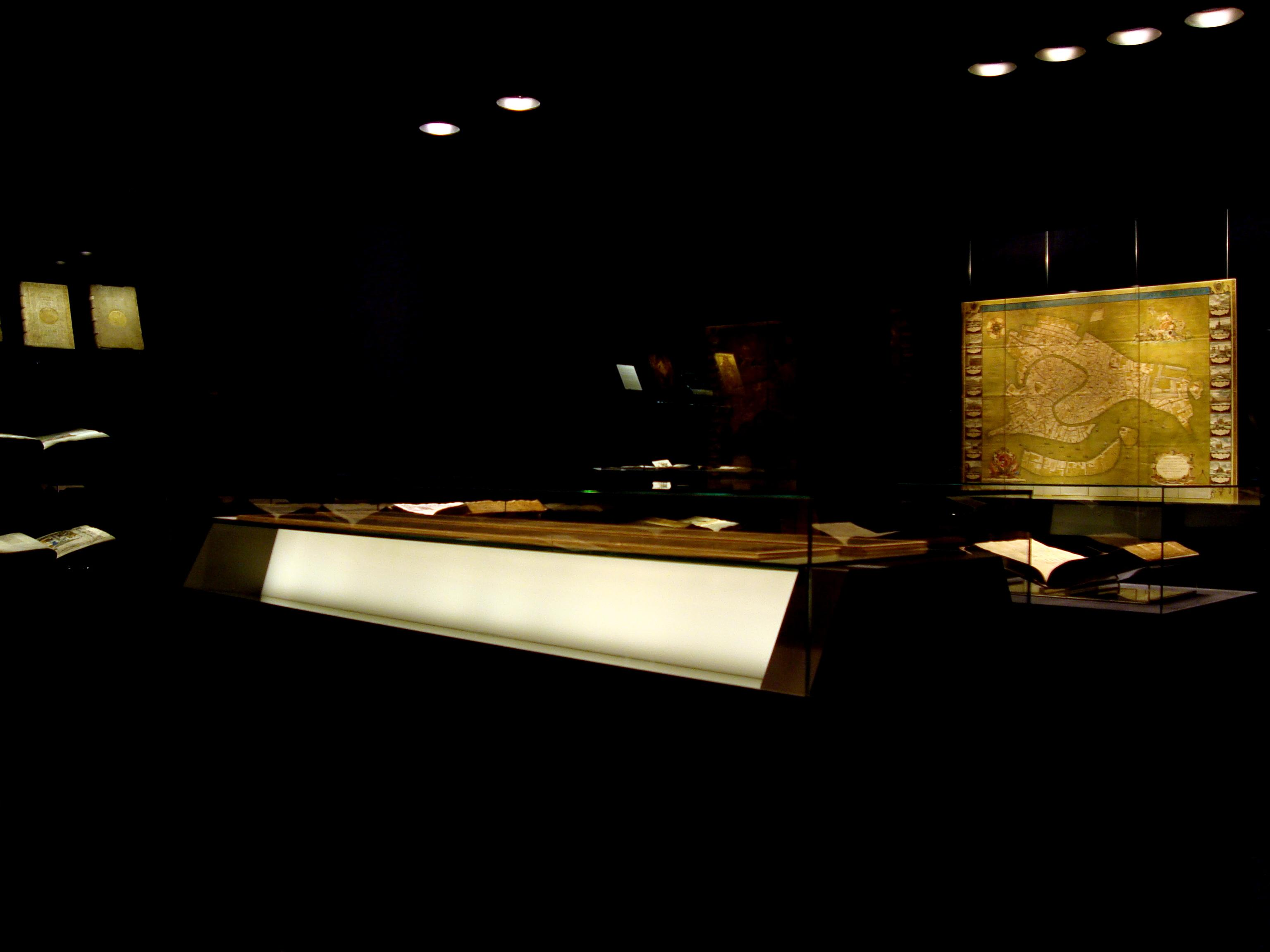
Algunos de los libros más preciados de la biblioteca se exhiben en la cámara del tesoro.

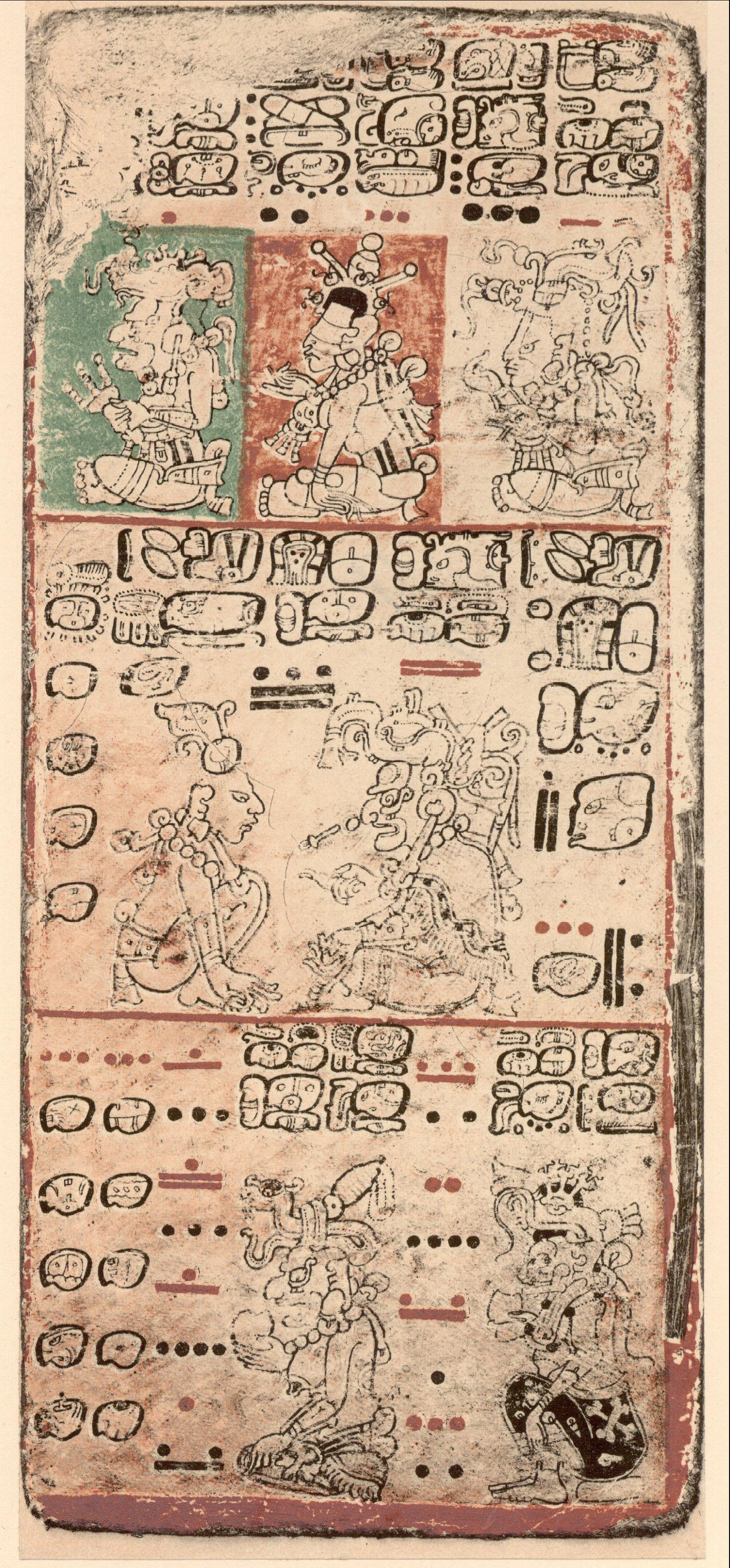
Hoja del Códice de Dresde

Además de las existencias de acceso abierto y de almacenamiento, el museo del libro tiene una colección de interés especial que incluye una transcripción del manuscrito maya Códice de Dresde, el libro más antiguo escrito en las Américas conocido por los historiadores, data del año 1200 d. C. y comprado por Sajonia en 1739. Solo quedan otros tres códices existentes. Están ubicados en París, Madrid y México. El Codex se postula para su inclusión en el Programa Memoria del Mundo (MOW) de la UNESCO. El Dresdner Sachsenspiegel elaboradamente restaurado se exhibe en la cámara del tesoro durante seis semanas cada año. Como parte de la Bibliotheca Corviniana, los Corvines de Dresde han sido admitidos en el Programa Memoria del Mundo de la UNESCO en 2005.

### Colecciones digitales
Desde 2007, la SLUB de Dresde gestiona el Centro de Digitalización de Dresde y ha ido ampliando continuamente su capacidad hasta alcanzar los 3 millones de páginas al año. Más de 95.000 volúmenes han sido digitalizados y son de uso gratuito dentro de las Colecciones Digitales. La SLUB es uno de los principales proveedores de datos para la Deutsche Digitale Bibliothek, que es accesible en línea desde noviembre de 2012. Esto también es facilitado por numerosos fondos de terceros, especialmente por la Sociedad Alemana de Investigación. De este modo, la SLUB participa, por ejemplo, en la digitalización de índices de imprenta publicados en el área lingüística alemana en los siglos XVII y XVIII. También cabe destacar la digitalización de las ediciones electrónicas de la colección de August Wilhelm Schlegel y de las revistas ilustradas del modernismo clásico. En la actualidad, existen más de 74.000 títulos, cerca de 92.000 volúmenes y aproximadamente 1,5 millones de soportes (imágenes, mapas, dibujos) en las Colecciones Digitales de la SLUB. El software de código abierto Goobi, utilizado para el flujo de trabajo de digitalización, se ha perfeccionado significativamente para editar y mostrar diferentes tipos de medios.

### Colecciones de interés especial
En la SLUB se han creado dos áreas de colecciones especiales de la Sociedad Alemana de Investigación. Por lo tanto, la SLUB de Dresde representa una de las 22 bibliotecas académicas adicionales que pretenden garantizar la disponibilidad de la literatura de investigación relevante de un área de investigación manteniendo temas centrales particulares.

#### Arte contemporáneo posterior a 1945, fotografía, diseño industrial y arte comercial
La colección de interés especial más antigua de la biblioteca se ocupa del arte contemporáneo a partir de 1945. Este tema ya había sido uno de los temas centrales de la colección de la biblioteca durante la RDA. En 1993, la Sociedad Alemana de Investigación comenzó a financiar esta colección de interés especial. Sin ninguna limitación temporal, los temas de fotografía, diseño industrial y arte comercial forman parte de la colección. Las colecciones están adscritas, por ejemplo, al Sondersammelgebiet Mittlere und Neuere Kunstgeschichte bis 1945 und Allgemeine Kunstwissenschaft (colección de interés especial centrada en la historia del arte hasta 1945 y la ciencia general del arte) de la Biblioteca Universitaria de Heidelberg.
Los fondos de la colección de interés especial incluyen aproximadamente 150.000 volúmenes y 330 publicaciones periódicas. Aparte de la historia del arte de Europa y Norteamérica y la teoría del arte, la bibliografía recopilada se centra en la pintura concreta, la gráfica, la escultura y la artesanía, así como en nuevas formas de arte como el land art, el arte digital, el videoarte y el arte de la performance, entre otros..
Mediante la financiación de la DFG, la SLUB ha establecido la Biblioteca Virtual centrada en el Arte Contemporáneo ViFaArt desde enero de 2001 hasta 2004. Desde 2012, los servicios de la Biblioteca Virtual de Arte Contemporáneo y "arthistoricum.net - Biblioteca Virtual de Historia del Arte", que hasta ahora se presentaban por separado, se han unido en una Biblioteca Virtual de Arte mutua bajo el nombre de "arthistoricum.net".

#### Historia de la tecnología
La colección especial Historia de la Tecnología está financiada por la Sociedad Alemana de Investigación. Desde 1998, la Sociedad Alemana de Investigación patrocina anualmente la adquisición por parte de la SLUB de revistas, monografías y microformas extranjeras centradas en la historia de la tecnología. La SLUB completa la adquisición de literatura extranjera y nacional con recursos propios. En la actualidad, la SLUB cuenta con unas 31.000 monografías y más de 110 revistas sobre el tema.
Además de la adquisición clásica de literatura, la atención se centra en proporcionar servicios basados en Internet para búsquedas bibliográficas. Se puede acceder a los servicios a través del portal especializado "Schaufenster Technikgeschichte".

### Sajónica
Desde finales del siglo XVIII -durante el mandato de Johann Christoph Adelung- se recogen sistemáticamente obras que tratan sobre Sajonia en la biblioteca electoral. Inicialmente centrada en la literatura sobre la historia de Sajonia, la colección de "sajónicas" se amplió, en el siglo XIX, a otras áreas científicas con aspectos regionales como la historia natural, el folclore, la geografía, la arqueología o la lingüística. En la actualidad, el término "sajónica" incluye todo tipo de medios de comunicación en lengua alemana y extranjera de todas las áreas científicas relacionadas con Sajonia (como áreas naturales y culturales, unidades administrativas, regiones históricas, etc.), sus localidades, así como personajes vivos y fallecidos asociados a Sajonia.
La colección de sajónicas en la Sächsische Bibliographie se remonta a principios del siglo XX. El fundador de esta bibliografía regional fue Rudolf Bemman, seguido por Jakob Jatzwauk. A excepción de los manuscritos y las fotografías, todas las sajónicas se encuentran en la Sächsische Bibliographie Online desde 1992. Todos los títulos publicados anteriormente se están incluyendo gradualmente en esta colección.
La Biblioteca Estatal y Universitaria de Dresde se encarga de recopilar y almacenar artículos de literatura, imágenes y sonido relacionados con Sajonia, así como del desarrollo de la Sächsische Bibliographie.

### Mapas
La colección de mapas incluye hojas cartográficas centradas en la cartografía sajona, pero también, y sobre todo, en mapas históricos de Europa y Alemania. La colección de mapas abarca unas 138.000 hojas sueltas, de las cuales 19.650 se originaron hasta 1800 inclusive, y 41.600 entre 1801 y 1945, así como otras hojas que se han cartografiado después de 1945. La colección sirve como fuente científica de la historia regional en general, pero también de la historia de lugares concretos, fortalezas y castillos, así como de la evolución histórica del espacio, el paisaje y el tráfico. Se supone que unas 11.000 hojas de la colección se encuentran todavía en Rusia.
El Foro de Mapas de la SLUB es un portal de información de bibliotecas, museos y archivos, supervisado por la Deutsche Fotothek y patrocinado por la Fundación Alemana de Investigación. Hasta la fecha, alrededor de 24.800 de las fuentes cartográficas digitalizadas más importantes de la colección - especialmente las relativas a la historia de Sajonia y los estudios regionales - están disponibles en imágenes digitales de alta resolución en el Foro de Mapas.

### Música

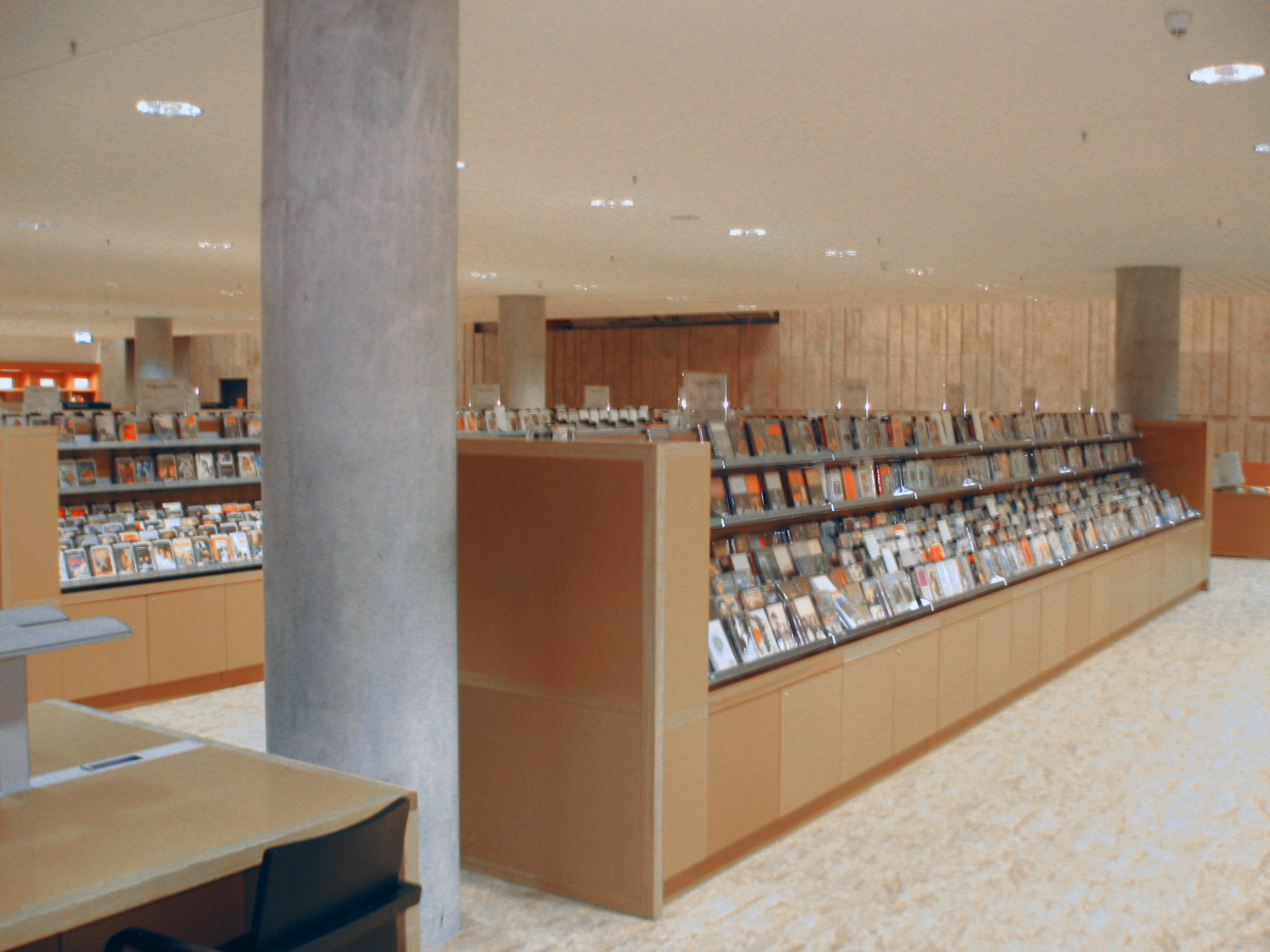
El departamento de música en el sótano.

El Departamento de Música comprende aproximadamente 200.000 volúmenes. El departamento está dividido en Impresiones Nuevas y Manuscritos Musicales e Impresiones Históricas - con el año de publicación 1850 marcando la diferencia entre artículos "nuevos" e "históricos". El departamento está estrechamente interrelacionado con la Mediathek, que contiene música grabada, la Fotothek, que contiene material musicográfico, y la colección de manuscritos, que también incluye cartas de músicos.
En 1816, Friedrich Adolf Ebert fundó el departamento fusionando los fondos hasta entonces separados de Musica theoretica y Musica practica. Hasta 1934, el departamento se amplió, por ejemplo, con la colección de música privada real del rey Alberto de Sajonia o la colección histórica de la ópera estatal (Staatsoper Dresden). En 1983, la biblioteca estatal se convirtió en la Zentralbibliothek der DDR für Kunst und Musik (biblioteca central de la RDA para arte y música).

## Arquitectura

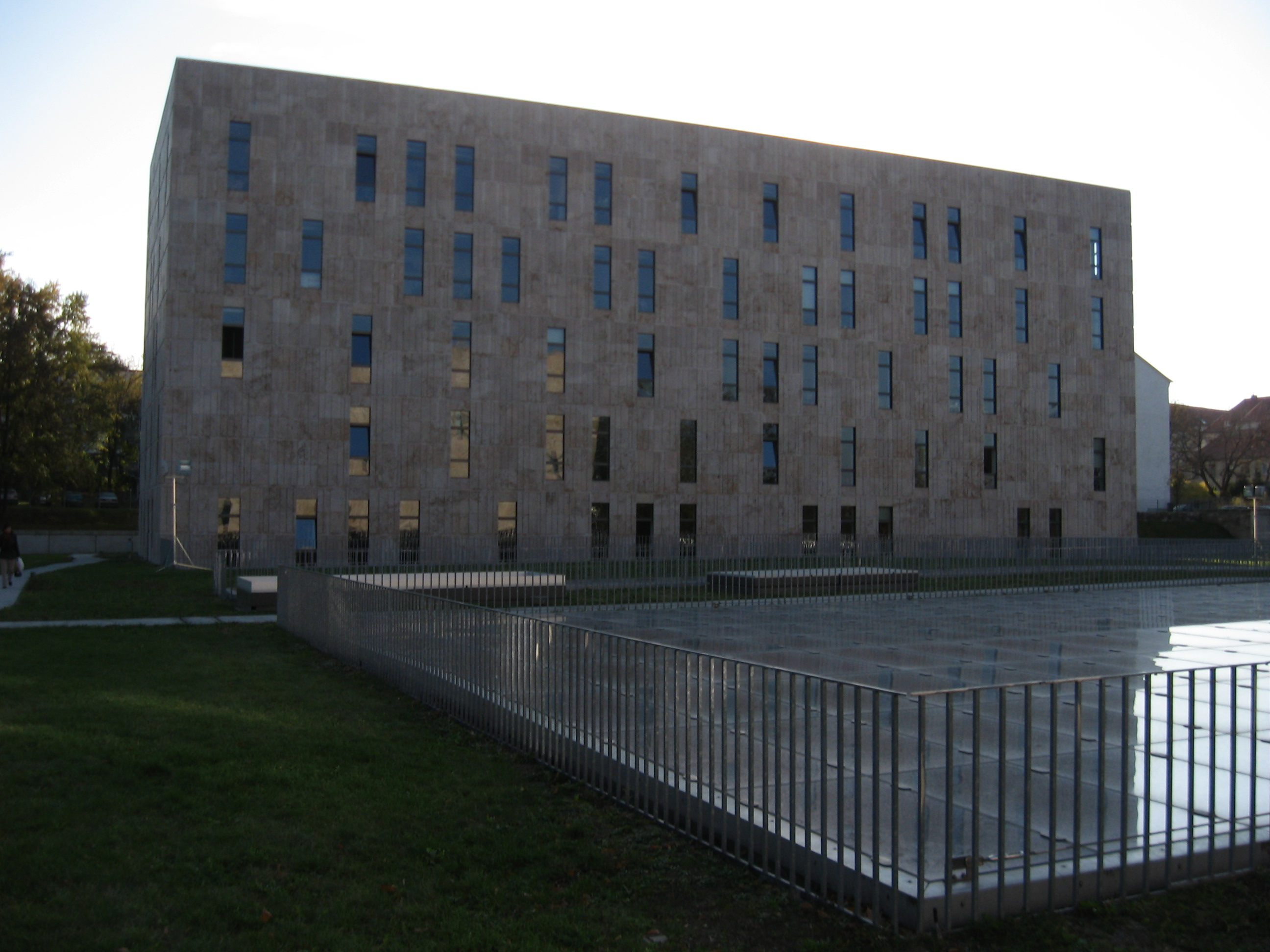
Uno de los edificios centrales diádicos revestidos de piedra y el techo de cristal de la sala de lectura principal

El edificio principal de la SLUB fue proyectado por el estudio de arquitectura Ortner & Ortner y construido entre 1999 y 2002. En sus más de 40.000 metros cuadrados, el edificio dispone de unos 1.000 puestos de estudio, de los cuales 200 se encuentran en la sala de lectura principal. Los costes de construcción ascendieron a unos 90 millones de euros.
Durante el periodo de construcción del SLUB surgieron otros edificios de arquitectura contemporánea en Dresde, como el Ufa-Kristallpalast, la Neue Synagoge, la Gläserne Manufaktur o la Neue Terrasse.

## Sitios
Además de la biblioteca central en Zellescher Weg, la SLUB abarca otros cinco lugares. Frente al edificio central se encuentra la biblioteca departamental DrePunct. Este lugar alberga las bibliotecas de las siguientes facultades de la TU Dresden: ingeniería civil, ingeniería eléctrica, electrónica, ciencias de la tierra, ciencias de la computación, ingeniería mecánica, ciencias del transporte, y negocios y economía. Las facultades de Ciencias de la Educación (August-Bebel-Straße), Medicina (Fiedlerstraße), Derecho (Bergstraße) y Ciencias Forestales (Tharandt) tienen sus propias bibliotecas sucursales de la SLUB.

## Historia

### Historia de la Biblioteca Estatal

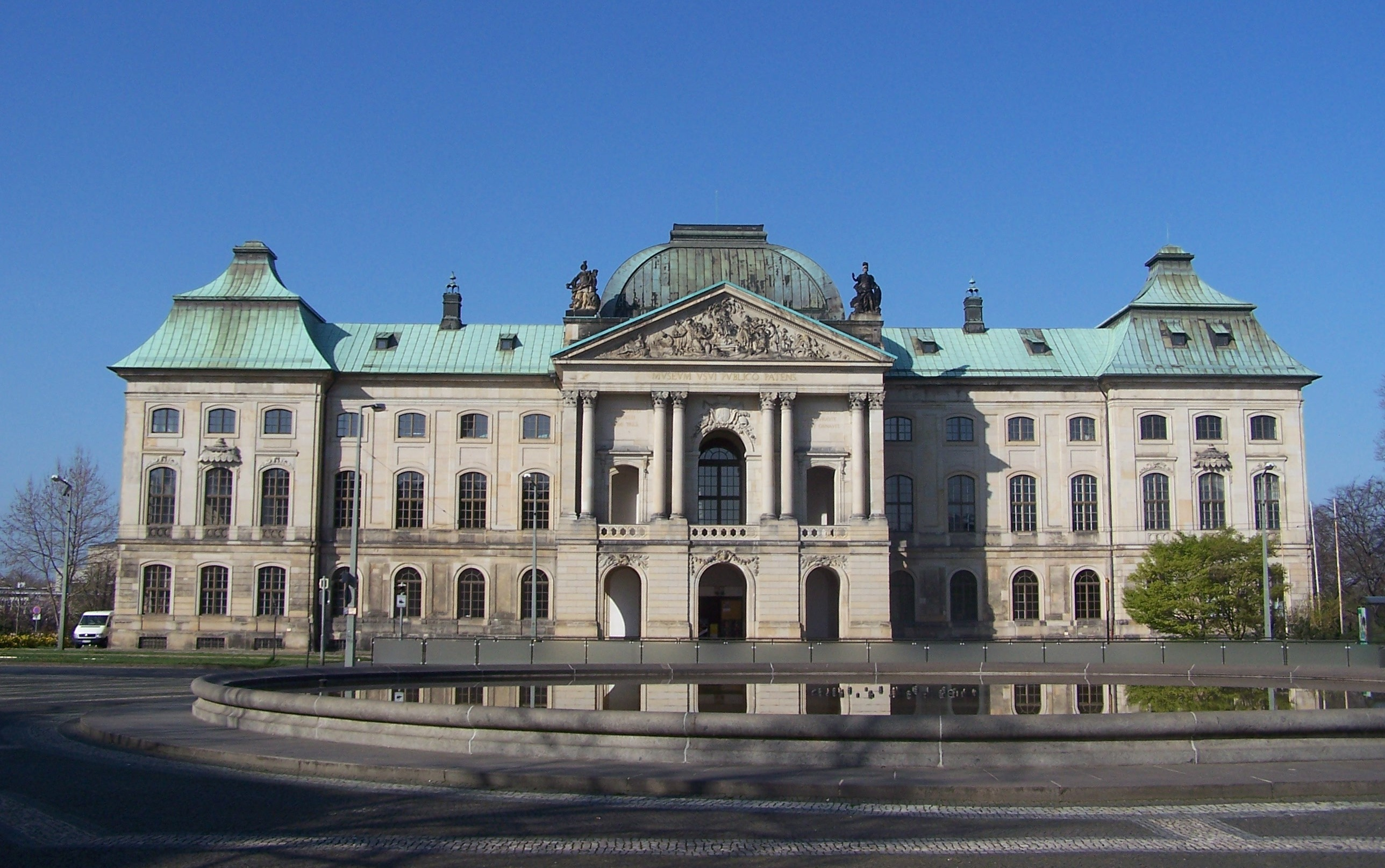
El Japanische Palais albergó los fondos de la Biblioteca Estatal durante 159 años.

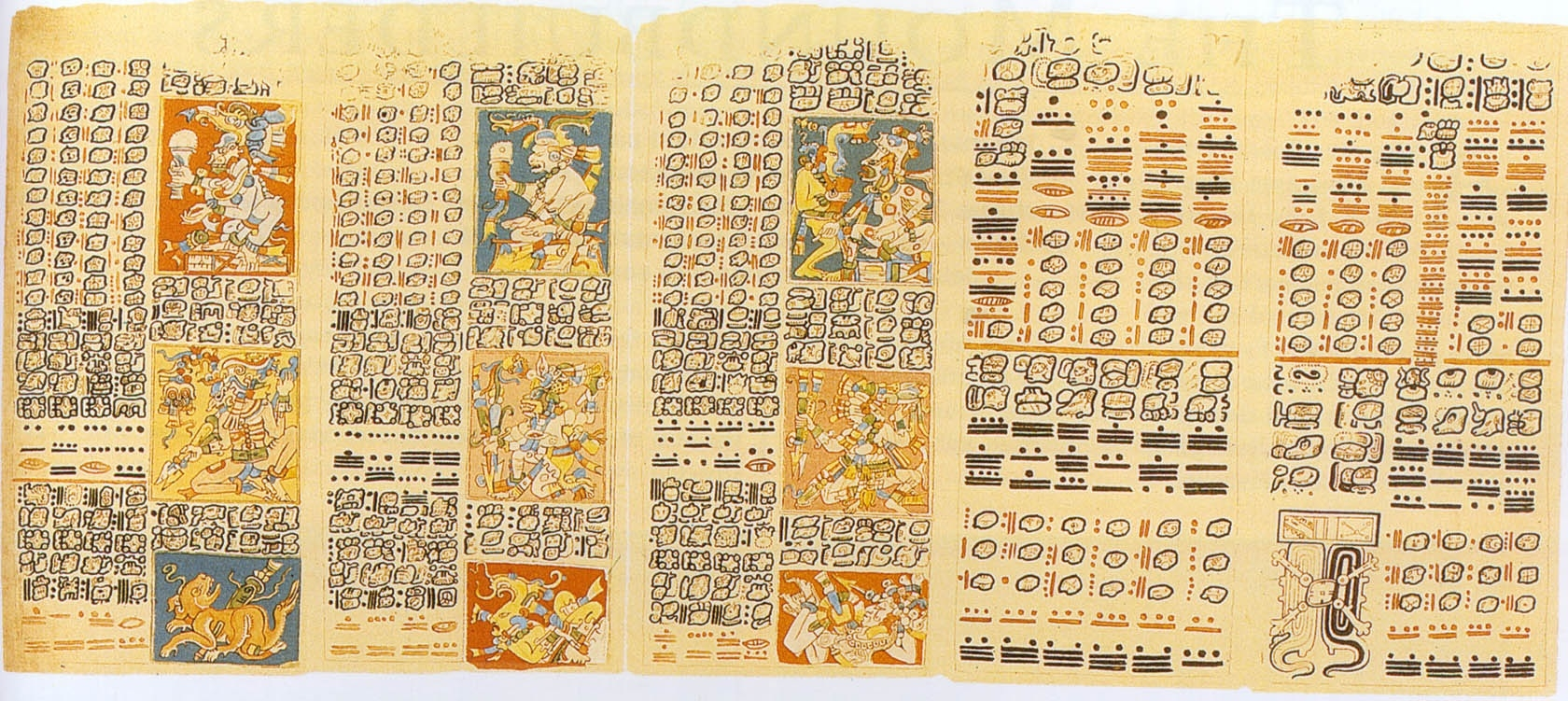
Detalle del Códice de Dresde, propiedad de la biblioteca desde 1739 e identificado en 1853 como manuscrito maya

Desde 1485, la ciudad de Dresde fue la sede de los duques Wettin de Sajonia, que desde 1547 eran príncipes electores. La biblioteca estatal real se fundó en 1556, cuando el príncipe elector Augusto (que gobernó entre 1553 y 1586) comenzó a adquirir sistemáticamente libros eruditos y obras literarias. El propio príncipe inspeccionó las listas de libros ofrecidos en la feria del libro de Leipzig, la ciudad más grande e importante de su estado, cuya biblioteca había recibido el contenido de las casas religiosas disueltas en la Reforma. Además, dio instrucciones a sus diplomáticos para que compraran libros raros y preciosos en el extranjero.
Durante la primera mitad del siglo XVIII, bajo dos gobernantes, Augusto el Fuerte (que gobernó entre 1694 y 1733) y su hijo, Augusto II (que gobernó entre 1733 y 1763), Dresde se convirtió en un importante centro cultural europeo. La Biblioteca de la Corte se convirtió en una verdadera biblioteca estatal para Sajonia, absorbiendo muchos manuscritos, mapas y libros de distinguidas colecciones privadas, con algunas compras espectaculares, como el Códice de Dresde que se obtuvo en 1739. En 1727, la biblioteca se trasladó a dos alas del Palacio Zwinger. Cuando Federico el Grande de Prusia atacó Dresde en 1760, se quemó parte de la biblioteca; hay volúmenes chamuscados en la colección hasta el día de hoy. A finales del siglo XVIII, el ala del Zwinger se le quedó pequeña y la biblioteca se trasladó al Palacio Japonés. En 1788 la Biblioteca de Sajonia se abrió al público. Tras la proclamación de la República de Weimar en 1919, se convirtió oficialmente en la Biblioteca Estatal de Sajonia, y sus puntos fuertes siguieron siendo las artes, las humanidades, las ciencias sociales, la literatura y la lingüística.
Con el inicio de la Segunda Guerra Mundial, los fondos más preciados de la Biblioteca Estatal se dispersaron en 18 castillos y oficinas, lejos de cualquier posible objetivo militar. Por ello, sobrevivieron en gran medida a los bombardeos de febrero y marzo de 1945, que destruyeron los antiguos edificios de la biblioteca y prácticamente todo el centro histórico de Dresde, con pérdidas de unos 200.000 volúmenes de fondos manuscritos e impresos del siglo XX y también de algunos manuscritos musicales irremplazables. Las pérdidas incluyen el corpus principal de la música inédita de Tomaso Albinoni , aunque se conservaron los manuscritos de Georg Philipp Telemann (catalogados, 1983).[cita requerida] La copia del Sachsenspiegel de la biblioteca, considerada uno de los manuscritos más importantes por su importancia histórica en el derecho y su calidad ilustrativa, sufrió daños por el agua. Fue restaurado en la década de 1990. Después de la guerra, unos 250.000 libros fueron llevados a la Unión Soviética.

### Historia de la Biblioteca Universitaria

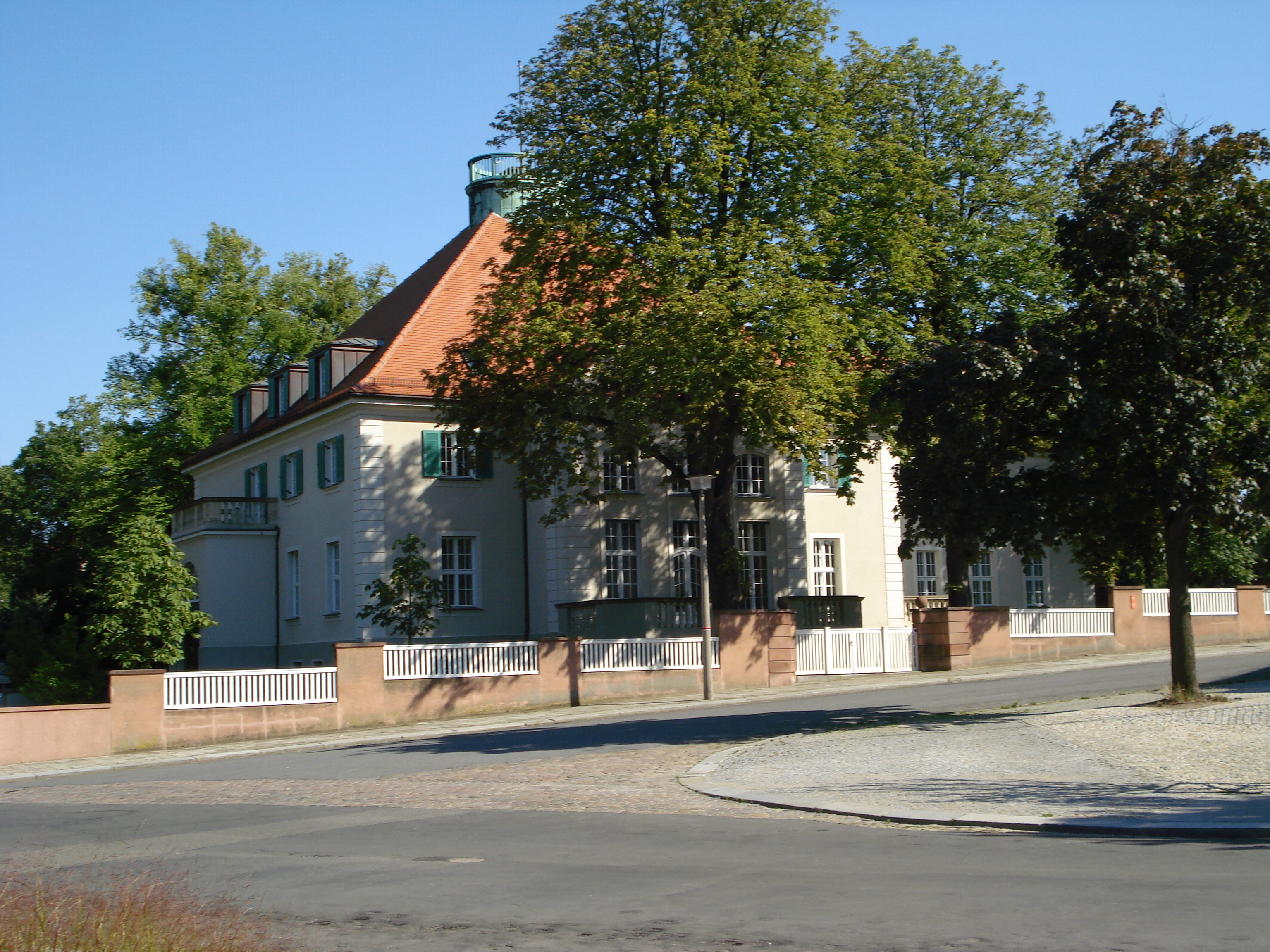
Hasta 1995, el palacio del actual rectorado albergó el edificio principal de la biblioteca universitaria

La biblioteca de la universidad se diseñó en 1828 como biblioteca de la Königlich-Sächsische Bildungsanstalt (Real Academia Sajona). De 1851 a 1890, la academia se denominó Escuela Politécnica Real de Sajonia. En 1872, la universidad y la biblioteca se trasladaron cerca de la actual estación central. En 1890, la colección se convirtió en la biblioteca de Technische Hochschule y, por lo tanto, en una biblioteca académica a partir de entonces.
En 1945 también se destruyó la biblioteca universitaria y se redujeron sus fondos. A continuación se trasladó la biblioteca a una mansión situada en el actual campus universitario, donde ahora se encuentra el rectorado de la Universidad Politécnica de Dresde. Bajo la dirección de Helene Benndorf, se llevó a cabo la reconstrucción del catálogo de materias aniquilado, así como la construcción del catálogo central de la universidad y la reapertura de la Patentschriftstelle. En 1961 se produjo el cambio de nombre a "Universidad Tecnológica", lo que dio lugar a la denominación de "biblioteca universitaria". Desde 1977, los préstamos en las bibliotecas filiales se gestionan de forma centralizada.
A partir de 1990, la Universidad Tecnológica de Dresden se amplió hasta convertirse en una universidad integral y se incrementó con las bibliotecas de las ramas de derecho, negocios y economía. En 1992, se produjo la unión de la Universidad Técnica y la Hochschule für Verkehrswesen (academia de ciencias del transporte), así como la adopción de la biblioteca de la academia. En 1993, la biblioteca universitaria se amplió una vez más, cuando los institutos de investigación y los centros educativos de la disuelta Medizinische Akademie Dresden fueron asignados a la Universidad Técnica.
En 1997, la biblioteca secundaria de educación se trasladó a August-Bebel-Straße. Al año siguiente, la biblioteca departamental De.Punct abrió sus puertas y dio cabida a varias bibliotecas de la facultad.
En 1999, con la fusión de la biblioteca universitaria y la biblioteca estatal, comenzó la construcción del nuevo edificio central en el campus de la TU de Dresden. El 1 de agosto de 2002, la SLUB se abrió a los lectores. El 14 de enero de 2003 tuvo lugar su inauguración oficial. Con su gran sala de lectura principal y sus pupitres, el edificio central ofrece excelentes condiciones de trabajo.

## Premios
En lo que respecta a sus amplias actividades de digitalización, la biblioteca fue galardonada en el contexto de Initiative Deutschland, Land der Ideen el 22 de febrero de 2009.

## Otras lecturas
- Thomas Bürger: Wandel und Kontinuität en 450 Jahren. Von der kurfürstlichen Liberey zur Sächsischen Landesbibliothek – Staats- und Universitätsbibliothek. en: Wissenschaftliche Zeitschrift der Technischen Universität Dresden, 55(2006)1-2, S. 30-36 ( Digitalizado ; PDF; 1,2 MEGABYTE)
- Friedrich Adolf Ebert: Geschichte und Beschreibung der königlichen öffentlichen Bibliothek zu Dresden . Leipzig 1822 ("Historia y descripción de la Biblioteca Real de Dresde")
- Sächsische Landesbibliothek – Staats- und Universitätsbibliothek Dresden (Hrsg. ): Tradition und Herausforderung. Aus der Arbeit der Sächsischen Landesbibliothek zwischen 1960 und 1990 . Dresde 2000
- Sächsische Landesbibliothek – Staats- und Universitätsbibliothek Dresden (ed. ): Sächsische Landesbibliothek – Staats- und Universitätsbibliothek Dresden: Festschrift anlässlich der Einweihung des Neubaus, Sandstein-Verlag, Dresden, 2002,ISBN 3-930382-81-4
- Sächsisches Staatsministerium der Finanzen (Hrsg. ): Sächsische Landesbibliothek – Staats- und Universitätsbibliothek Dresden, Dresden, 2002

### Catálogos y directorios de bibliotecas más antiguas
- Registratur der bucher in des Churfursten zu Saxen liberey zur Annaburg 1574 (Digitalisado)
- Johann Christian Götze: Bücher, so von mir auf die K. Bibliothec gelieffert worden im Jan. 1740 ( Digitalizado )
- Friedrich Adolf Ebert: Notitia codicum praestantiorum bibliothecae regiae Dresdensis, Dresde 1850 ( Digitalizado )